# تقية بنت المفضل
تقية بنت المفضل بن عبد الخالق بن أبي منصور ابن عبد الوهاب الأصبهانية راوية للحديث سمعت القاسم بن الفضل الثقفي، وروى عنها أبو القاسم ابن عساكر، وأجازت للسمعاني.